# Sants Estació (metropolitana di Barcellona)
Sants Estació è una stazione delle linee L3 e L5 della metropolitana di Barcellona, situata sotto la omonima stazione ferroviaria.
La stazione fu inaugurata anni dopo l'inaugurazione della stazione ferroviaria, nel 1969 fu aperta al traffico passeggeri la stazione della L5, più vicina alla stazione ferroviaria, con il nome di Roma Estación Renfe. Nel 1975 fu inaugurata la stazione della L3, che si trova un poco più lontana dalla stazione ferroviaria. Con il riordino delle linee metropolitane del 1982, il nome della stazione fu cambiato nell'attuale Sants Estació.
Si può accedere alla stazione della metropolitana sia dall'interno della stazione ferroviaria che dall'ingresso esterno situato nella calle Numancia.